# Xanthograpta
Xanthograpta là một chi bướm đêm thuộc họ Noctuidae.

## Các loài
- Xanthograpta basinigra Sugi, 1982
- Xanthograpta glycychroa Turner, 1904
- Xanthograpta purpurascens Hampson, 1910
- Xanthograpta trilatalis Walker, [1866]